# NGC 2581
NGC 2581 (również PGC 23599 lub UGC 4388) – galaktyka spiralna z poprzeczką (SB?), znajdująca się w gwiazdozbiorze Raka. Odkrył ją Édouard Jean-Marie Stephan 7 marca 1885 roku.